# Slovenska popevka 2014
Slovenska popevka 2014 je potekala v soboto, 13. septembra 2014, v ljubljanskih Križankah. Prireditev sta povezovala Mario Galunič in Blažka Müller Pograjc.
Strokovna izborna komisija je izmed 62 prispelih skladb izbrala 12 tekmovalnih skladb in 2 rezervni skladbi, ki pa sta bili pozneje uvrščeni v tekmovalni program. Na festivalu so bile podeljene 4 nagrade:
- velika nagrada strokovne žirije Slovenska popevka 2014 za najboljšo skladbo v celoti,
- nagrada strokovne žirije za najboljše besedilo,
- nagrada strokovne žirije za najboljšo interpretacijo,
- velika nagrada občinstva Slovenska popevka 2014.

V spremljevalnem programu so nastopili Katrinas (Letim), Slavko Ivančić (Nisem jaz), Marko Vozelj (Tukaj si, Naj nama sodi le nebo), Ylenia Zobec (Ne razumem), Eva Černe (Pomlad v mestu), Yuhubanda (Če je to slovo), Nuša Derenda (Čez dvajset let, Naj nama sodi le nebo) in Prifarski muzikanti (Tisti nekdo), vsi skupaj pa so zapeli še Za prijatelje.

## Tekmovalne skladbe
| #   | Naslov skladbe          | Izvajalec       | Avtorji (glasbe / besedila / aranžmaja)                                   |
| --- | ----------------------- | --------------- | ------------------------------------------------------------------------- |
| 1.  | Mal' naokrog            | Katarina Mala   | Matej Mijatović / Matej Mijatović / Tadej Tomšič                          |
| 2.  | Naj ti bo               | Ela             | Raay / Žiga Pirnat / Boštjan Grabnar                                      |
| 3.  | Bodi moja ljubica nocoj | Uroš Smolej     | Tadej Vasle / Tadej Vasle / Aleš Avbelj                                   |
| 4.  | Skozi dan               | Petra Polak     | Aleksandar Ćulibrk / Petra Polak / Primož Grašič                          |
| 5.  | Noč čudežna             | Nuša Derenda    | Patrik Greblo / Lara Love / Patrik Greblo                                 |
| 6.  | V mojem starem klobuku  | Miha Renčelj    | Miha Renčelj / Miha Renčelj / Lojze Krajnčan                              |
| 7.  | Sončen dan              | Darja Švajger   | Žiga Pirnat, Andraž Gliha / Žiga Pirnat / Žiga Pirnat                     |
| 8.  | Tvoj spomin             | Alex Volasko    | Alex Volasko / Alex Volasko / Boštjan Grabnar                             |
| 9.  | Zračiš moj zrak         | Irena Vrčkovnik | Marino Legovič / Leon Oblak / Aleš Avbelj                                 |
| 10. | Pomlad vedno pride      | Ana Karneža     | Tomaž Juvančič / Urška Juvančič, Tomaž Juvančič / Primož Grašič           |
| 11. | Slika                   | Nina Virant     | Bojan Bratuž, Andrej Marinčič / Jana Marinčič, Nina Virant / Jaka Pucihar |
| 12. | Poseben lik             | Steffy          | Marino Legovič / Igor Pirkovič / Jaka Pucihar                             |
| 13. | Ti                      | Rudi Bučar      | Rudi Bučar / Rudi Bučar / Patrik Greblo                                   |
| 14. | Kako življenje te vrti  | Radio Mondo     | Matej Mijatović / Matej Mijatović / Lojze Krajnčan                        |

''
1. ↑  Nuša Derenda je slab teden pred prireditvijo nadomestila prvotno izvajalko Aniko Horvat, ki je morala iz zdravstvenih razlogov odstopiti.

## Nagrade
Nagrade strokovne žirije v sestavi Elza Budau, Marta Zore, Jernej Vene, Rudi Pančur in Matej Wolf so prejeli: 
- velika nagrada za najboljšo skladbo v celoti: Rudi Bučar, Ti
- nagrada za najboljše besedilo: Igor Pirkovič, Poseben lik
- nagrada za najboljšo interpretacijo: Rudi Bučar, Ti

Veliko nagrado občinstva je prejela Darja Švajger za pesem Sončen dan.

## Rezultati telefonskega glasovanja
| Izvajalec       | Pesem                   | Uvrstitev | Št. glasov |
| --------------- | ----------------------- | --------- | ---------- |
| Katarina Mala   | Mal' naokrog            | 11.       | 196        |
| Ela             | Naj ti bo               | 5.        | 481        |
| Uroš Smolej     | Bodi moja ljubica nocoj | 6.        | 456        |
| Petra Polak     | Skozi dan               | 12.       | 143        |
| Nuša Derenda    | Noč čudežna             | 4.        | 493        |
| Miha Renčelj    | V mojem starem klobuku  | 14.       | 64         |
| Darja Švajger   | Sončen dan              | 1.        | 1385       |
| Alex Volasko    | Tvoj spomin             | 13.       | 123        |
| Irena Vrčkovnik | Zračiš moj zrak         | 10.       | 201        |
| Ana Karneža     | Pomlad vedno pride      | 2.        | 853        |
| Nina Virant     | Slika                   | 7.        | 335        |
| Steffy          | Poseben lik             | 8.        | 244        |
| Rudi Bučar      | Ti                      | 3.        | 540        |
| Radio Mondo     | Kako življenje te vrti  | 9.        | 214        |